# 詹姆斯·霍纳
詹姆斯·罗伊·霍纳（英語：James Roy Horner，1953年8月14日—2015年6月22日），美国电影配乐作曲家，出生於加利福尼亚州洛杉矶。他获得两座奥斯卡音乐奖（1997年因《泰坦尼克号》获得奥斯卡最佳原创音乐奖和奥斯卡最佳原创歌曲奖），另有8次提名。他还2次获得金球奖。
其他作品还有《真愛一世情》(1995)、《勇敢的心》(1995)、《雪地靈犬》(1995)、《完美风暴 (电影)》(2000)、《美丽心灵》(2002)、《真情電波》(2003)、《特洛伊：木馬屠城》(2004)、《阿凡达》(2009)、《功夫夢》(2010)、《蜘蛛人：驚奇再起》(2012)、《狼图腾》(2015)等电影的配乐。于2015年7月上映的拳击电影《震撼擂台》是他配乐的最后一部作品。
运用凯尔特音乐因素（苏格兰风笛等）、人声合唱和电子因素为他的艺术特点。
2015年6月22日，詹姆斯·霍纳因乘坐的飛機在加利福尼亞州的洛杉磯國家森林南部墜毀而逝世，享壽61歲。

## 早年
1953年8月14日霍纳出生在加州洛杉矶，5岁开始学弹钢琴，早年在南肯辛顿的皇家音乐学院学习，20世纪70年代回到美国，他在南加州大学（USC）获得了音乐学士学位。此后在加州大学洛杉矶分校（UCLA）攻读硕士及博士学位，并在那里教书，70年代后期他为美国电影协会（AFI）工作。

## 职业生涯
1982年他为《星際旅行II：可汗怒吼》（Star Trek II: The Wrath of Khan）谱曲配乐，这是霍纳第一部为之配乐的重要电影，获得好评，其后制片人纷纷邀请他为不同的电影配乐。
霍纳曾与众多电影导演、演员合作，如乔治·卢卡斯，史蒂芬·斯皮尔伯格、詹姆斯·卡梅隆、奥利弗·斯通、朗·霍华德等，确立了自己在电影配乐界的牢固地位。此外，霍纳还在20世纪80年代创作过古典交响曲“光谱耀眼”（Spectral Shimmers），由印第安纳波利斯交响乐团首演。
1997年霍纳为电影《泰坦尼克号》作曲配乐，“我心永恒”成为史上最畅销的电影歌曲专辑，全球销售超过2700万张。霍纳为《泰坦尼克号》配乐获得两项奥斯卡金像奖：最佳原创配乐奖与最佳原创歌曲奖（与威尔·詹宁斯共同获得此奖，詹宁斯是“我心永恒”的歌词作者），“我心永恒”还获得1998年金球奖大奖、1999年格莱美奖年度大奖等。霍纳还先后获得10次奥斯卡奖的提名以及其他许多重要奖项。

## 荣誉
| 奥斯卡奖 - 2009: 《阿凡达》Avatar (最佳原创音乐) - 2004: 《晨霧家園》House Of Sand And Fog (最佳原创音乐) - 2002: 《美丽心灵》A Beautiful Mind (最佳原创音乐) - 1998: 《泰坦尼克号》Titanic (最佳原创音乐, 获奖) - 1998: 《泰坦尼克号》My Heart Will Go On (Titanic，最佳原创歌曲，获奖) - 1996: 《梅爾吉勃遜之英雄本色》Braveheart (最佳原创音乐) - 1996: 《阿波罗13号》Apollo 13 (最佳原创音乐) - 1990: 《夢幻成真》Field of Dreams (最佳原创音乐) - 1987: 《美国鼠谭》Somewhere Out There (最佳原创歌曲) - 1987: 《异形2》Aliens (最佳原创音乐) | 金球奖 - 2009: 《阿凡达》Avatar (最佳原创音乐) - 2002: 《美丽心灵》A Beautiful Mind (最佳原创音乐) - 1998: 《泰坦尼克号》Titanic (最佳原创音乐, 获奖) - 1998: 《泰坦尼克号》My Heart Will Go On (最佳原创歌曲, 获奖) - 1996: 《梅爾吉勃遜之英雄本色》Braveheart (最佳原创音乐) - 1995: 《真愛一世情》Legends of the Fall (最佳原创音乐) - 1992: 《老鼠也移民2之西部历险记》Dreams To Dream (最佳原创歌曲) - 1990: 《光荣战役》Glory (最佳原创音乐) - 1987: 《美国鼠谭》Somewhere Out There (最佳原创歌曲) |

| 葛萊美 - 2003: A Beautiful Mind - 1999: My Heart Will Go On (from: Titanic, 获奖) - 1996: Whatever You Imagine (from: The Pagemaster) - 1991: Glory (获奖) - 1990: Field of Dreams - 1988: Somewhere Out There (from: An American Tail, 获奖) - 1988: An American Tail | 衛星獎 - 2004: The Missing - 2002: A Beautiful Mind - 2002: All Love Can Be (from: A Beautiful Mind, 获奖) - 1998: Titanic (获奖) - 1998: My Heart Will Go On (from: Titanic, 获奖) |